# Boeing C-40 Clipper
Il Boeing C-40 Clipper è una versione militare del Boeing 737-700 utilizzata per il trasporto. Viene utilizzato sia dalla United States Air Force che dalla United States Navy.

## Storia del progetto

### C-40A
Il C-40A offre supporto logistico alla marina degli Stati Uniti. È dotato di un sistema computerizzato per la gestione del volo collegato al GPS. È dotato di sistemi RVSM e di Traffic Alert and Collision Avoidance System II per evitare la collisione con oggetti esterni. Ha un sistema di allarme, che si attiva a bassa altitudine per evitare incidenti.

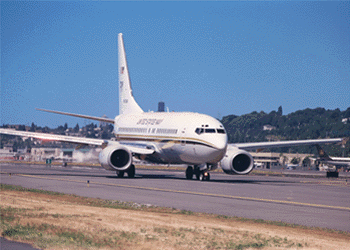
C-40A in rullaggio

 La U.S. Navy Reserve, che opera tuttora con il C-40A, fu il primo acquirente. Il Clipper fu adottato dalla U.S. Navy per rimpiazzare gli ormai obsoleti C-9B Skytrain II. Il C-40A è il primo nuovo velivolo logistico dopo 17 anni a prendere parte all'US Navy Reserve. Il C-40 rientra perfettamente nella media dei requisiti per il rispetto dell'ambiente e dell'inquinamento sonoro dell'intera flotta della marina degli Stati Uniti. Rispetto al C-9B Skytrain II ha consumi di carburante più bassi e oltre ad un'autonomia maggiore ha anche una maggiore capacità di carico. La fusoliera del Boeing 737-700 è progettata per operare in modalità passeggeri completa, riuscendo a trasportare fino a 121 passeggeri, ed anche in versione "combi" ovvero sia cargo che passeggeri, riuscendo così a trasportare 3 pallet di merci e 70 passeggeri. La Marina degli Stati Uniti ordinò 6 C-40A, i primi due vennero consegnati il 21 aprile 2001 nella base aerea presso Fort Worth. Il quinto e il sesto aeromobile vennero consegnati nell'Agosto del 2002 alla Naval Air Station Jacksonville in Florida. Un settimo velivolo venne consegnato il 22 novembre 2004, l'ottavo nel febbraio del 2005 ed un nono velivolo venne consegnato il 25 maggio 2006, consegnato alla Naval Air Station North Island in California.

### C-40B

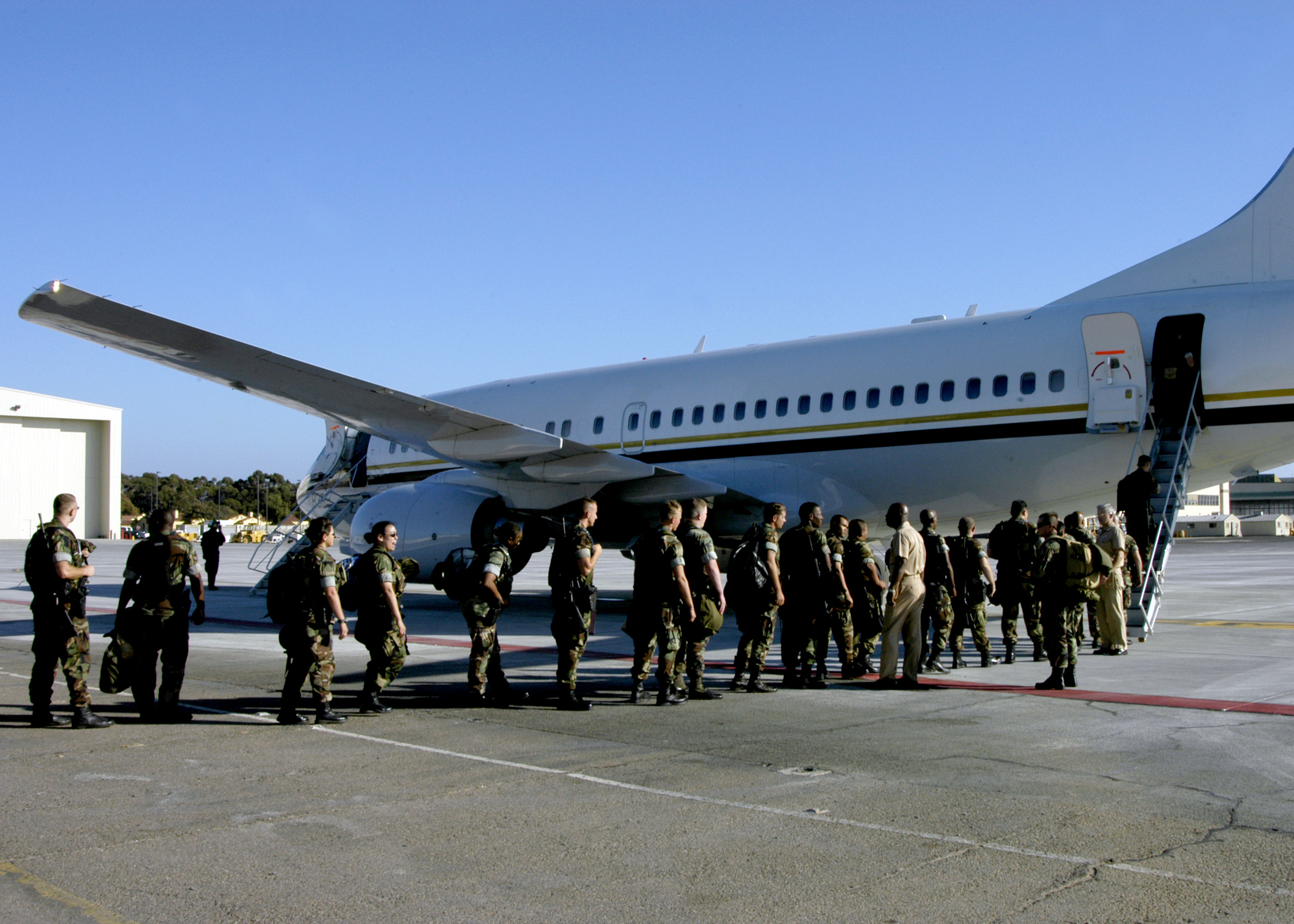
Truppe americane stanno per imbarcarsi in un C-40A

La U.S. Navy adottò il Boeing C-40B per sostituire il Boeing C-137 Stratoliner. Nel 2000 l'U.S. Air Force iniziò ad operare con i C-40B. L'89th Airlift Wing adottò i suoi primi C-40B nel 2002, che vennero dislocati alla Andrews Air Force Base, in Maryland. La 15th Wing, adottò a sua volta dei C-40B alla Hickam Air Force Base nelle Hawaii, che vennero utilizzati dall'United States Pacific Command nel febbraio del 2003. Venne di seguito adottato dall'86th Airlift Wing, alla Ramstein Air Base, in Germania.

### C-40C

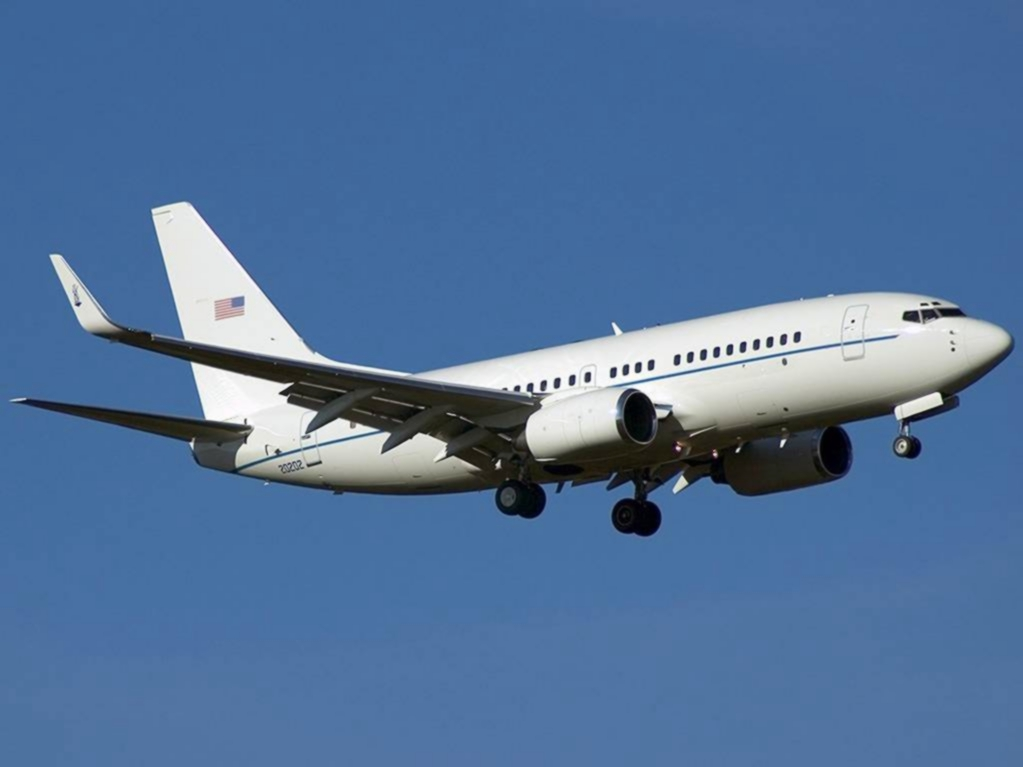
C-40C in volo nel 2008

Il C-40C sostituisce il Boeing C-22, la versione militare del Boeing 727, nella Air National Guard e nel National Guard Bureau. Il 201st Airlift Squadron della Air National Guard stanziato a Washington acquistò due C-40C nel mese di ottobre del 2008.

## Varianti

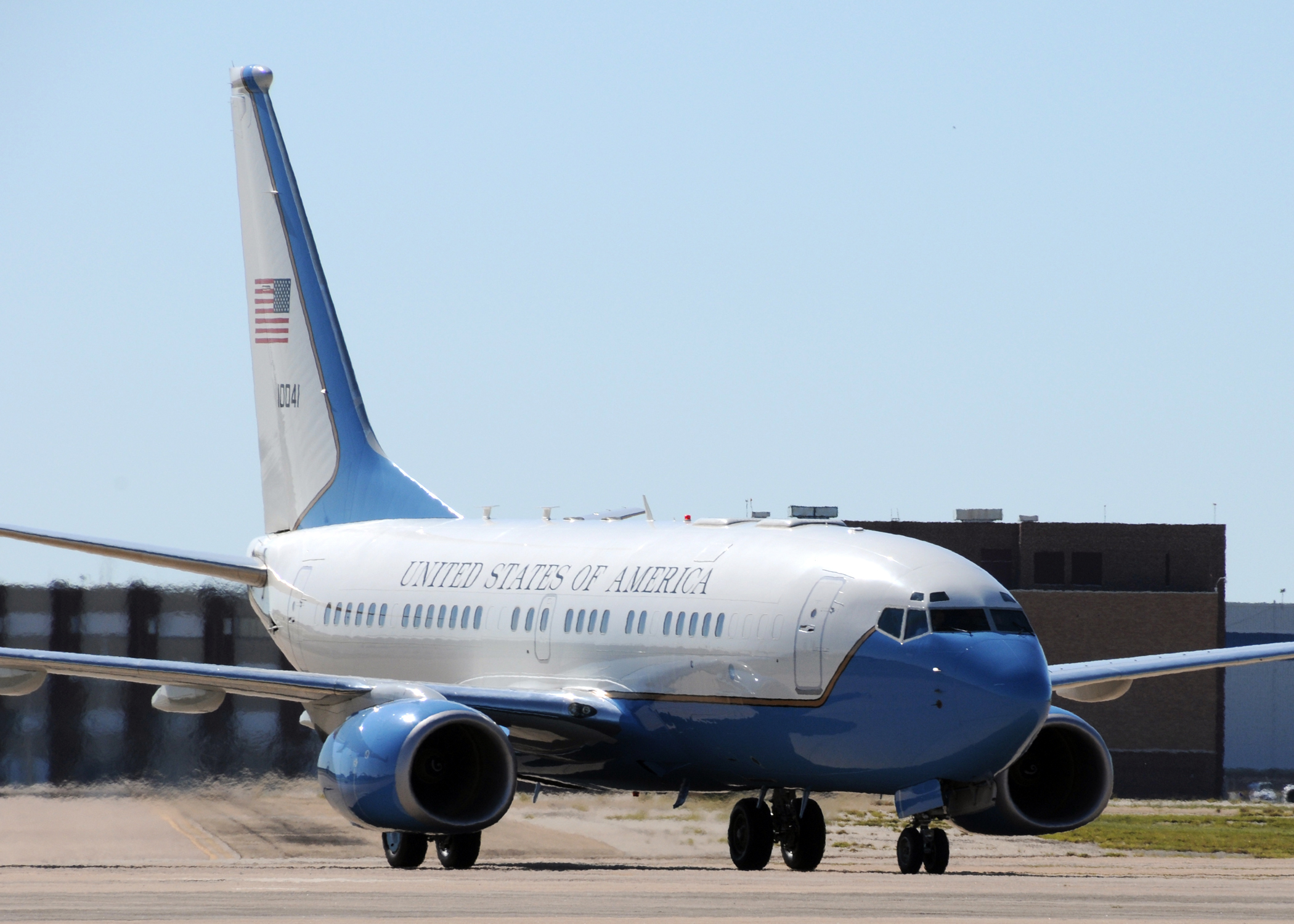
C-40B che trasporta la first lady Laura Bush

C-40A
Versione del Boeing 737-700 in dotazione alla marina degli Stati Uniti. Ne sono stati prodotti nove.
C-40B
Versione del Boeing 737-700 in dotazione all'aeronautica degli Stati Uniti. Ne sono stati prodotti quattro.
C-40C
Versione del Boeing 737-700 in dotazione all'aeronautica degli Stati Uniti. Ne sono stati prodotti sei.

## Utilizzatori
Stati Uniti
- United States Air Force

4 C-40B in servizio al giugno 2019.
- Air National Guard

3 C-40C in servizio al giugno 2019.
- Air Force Reserve Command

4 C-40C in servizio al giugno 2019.
- United States Navy

17 C-40A ricevuti tra il 2001 ed il 2019.
- United States Marine Corps Aviation

2 C-40A ordinati a marzo 2019. Il primo esemplare è stato consegnato a fine maggio 2023.

### Velivoli comparabili
- Boeing 737
- Boeing 737 AEW&C
- Boeing P-8 Poseidon
- Boeing BBJ